# Simone Saenen
Simone Saenen (17 januari 1930 - Wuustwezel, 9 oktober 1970) was een Belgische atlete, die was gespecialiseerd in het kogelstoten en het discuswerpen. Zij nam tweemaal deel aan de Europese kampioenschappen en veroverde op deze twee onderdelen eenentwintig Belgische titels. Ook bezat zij het Belgisch record in beide disciplines.

## Biografie
Simone Saenen werd in 1953 voor het eerst Belgisch kampioene in het kogelstoten. Tussen 1953 en 1965 veroverde ze elf titels, waarvan tien opeenvolgende. In 1954 veroverde ze haar eerste van tien titels in het discuswerpen. 
Saenen nam in 1954 in Bern en in 1958 in Stockholm op beide nummers deel aan de Europese kampioenschappen. Haar beste resultaat was een tiende plaats in de finale van het kogelstoten in 1958.
In 1953 verbeterde ze voor het eerst het Belgisch record kogelstoten van Nicole Saeys naar 11,55 m. Tot 1962 bracht ze dit record in verschillende verbeteringen naar 13,77 m. Het record discuswerpen bracht ze tussen 1953 en 1960 van 36,81 m naar 46,29 m.

### Clubs
Saenen was aangesloten bij Beerschot Atletiek Club.

## Belgische kampioenschappen
| Onderdeel    | Jaar                |
| ------------ | ------------------- |
| kogelstoten  | 1953 t/m 1962, 1965 |
| discuswerpen | 1954 t/m 1962, 1965 |

## Persoonlijke records
| Onderdeel    | Prestatie       | Datum           | Plaats     |
| ------------ | --------------- | --------------- | ---------- |
| kogelstoten  | 13,77 m (ex-NR) | 22 juli 1962    | Saint-Maur |
| discuswerpen | 46,29 m (ex-NR) | 7 augustus 1960 | Brugge     |

## Palmares

### kogelstoten
- 1953:  BK AC – 11,00 m
- 1954:  BK AC – 11,95 m
- 1954: 15e EK in Bern – 11,64 m
- 1955:  BK AC – 11,55 m
- 1956:  BK AC – 11,95 m
- 1957:  BK AC – 12,38 m
- 1958:  BK AC – 13,11 m
- 1958: 10e EK in Stockholm - 12,05 m
- 1959:  BK AC – 13,16 m
- 1960:  BK AC – 12,98 m
- 1961:  BK AC – 13,07 m
- 1962:  BK AC – 12,84 m
- 1965:  BK AC – 12,61 m

### discuswerpen
- 1954:  BK AC – 40,05 m
- 1954: 14e EK in Bern – 39,37 m
- 1955:  BK AC – 36,21 m
- 1956:  BK AC – 40,01 m
- 1957:  BK AC – 39,26 m
- 1958:  BK AC – 42,86 m
- 1958: 14e EK in Stockholm - 39,82 m
- 1959:  BK AC – 42,97 m
- 1960:  BK AC – 44,08 m
- 1961:  BK AC – 45,02 m
- 1962:  BK AC – 41,83 m
- 1965:  BK AC – 42,84 m

### vijfkamp
- 1953:  BK AC – 2268 p

## Onderscheidingen
- 1953: Grote Feminaprijs van de KBAB